# 臺北市立聯合醫院中興院區

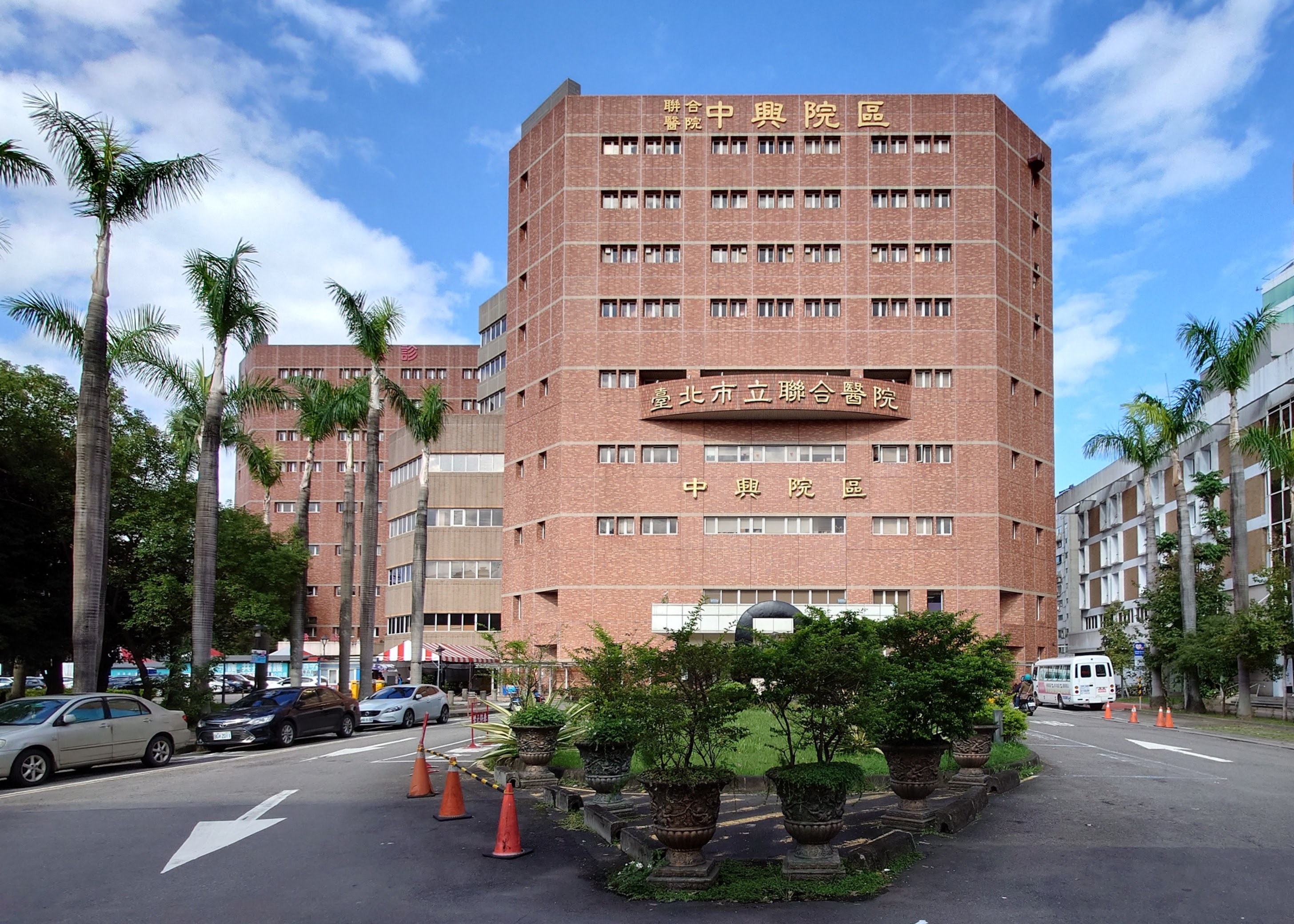
中興院區正門

臺北市立聯合醫院中興院區，地址在臺灣臺北市大同區鄭州路145號（捷運北門站附近），創立於1905年，時為日本赤十字社所創。臺灣日治時代的初期，當時不僅為臺灣第一所教學醫院，更是臺灣開設公立醫院的濫觴。2005年合併於臺北市立聯合醫院，成為聯合醫院中興院區，目前聯合醫院總院區亦設於此，與衛生福利部臺北醫院城區分院（2014年2月歇業）相對。但根據1974年小田俊郎著書《臺灣醫學五十年》，在明治二十八年（1895年）即於大稻埕成立一所公立醫院，因此有待更詳細的研究考察。

## 簡表
- 1905年，日本赤十字社臺灣支部病院於臺北東門外成立。
- 1941年，配合臺北帝國大學成立醫學部及附屬醫學專門部之需要，遷移至原臺北鐵道工場址。（今鄭州路、西寧北路口）
- 1945年，改為國立臺灣大學醫學院第二附屬醫院。
- 1947年1月，改歸臺灣省行政長官公署管轄，更名為臺灣省立臺北醫院。
- 1968年5月，因臺北市已升格為直轄市，院區移交臺北市政府，成立臺北市立中興醫院。（臺灣省立臺北醫院於1972年遷至臺北縣新莊鎮（今新北市新莊區）。）
- 2005年，改隸臺北市立聯合醫院，成為「臺北市立聯合醫院中興院區」。

## 外部連結
- 官方网站